# Max Wiskemann
Max Hugo Ernst Wiskemann (* 20. Januar 1887 in Mülhausen, Reichsland Elsaß-Lothringen; † 30. Mai  1971 in Hamburg) war ein deutscher Manager der Asbest- und Gummiindustrie.

## Leben
Wiskemanns gleichnamiger Vater (1851–1937) war Arzt in Illzach, Bari und Mülhausen.
Nach dem Abitur in Mülhausen studierte Max Wiskemann ab 1905 an der Eberhard-Karls-Universität Rechtswissenschaft. 1906 wurde er im väterlichen Corps Borussia Tübingen recipiert. Als Inaktiver wechselte er an die Universität Leipzig und die Kaiser-Wilhelms-Universität Straßburg. 1910 wurde er in Straßburg zum Dr. iur. promoviert. Das Referendariat absolvierte er im Reichsland Elsaß-Lothringen. Schwerpunkte im Studium und im Referendariat waren Zivil-, Handels- und Verwaltungsrecht. Nachdem er 1913 die große Staatsprüfung in Straßburg bestanden hatte, trat er als Regierungsassessor in die innere Verwaltung des Reichslandes. 1916 wurde er zum Regierungsamtmann ernannt.
Von Beginn des Jahres 1914 bis zum Ausbruch des Ersten Weltkrieges, an dem er teilnahm, war er vom Staatsdienst beurlaubt und als Syndikus bei den Asbest- und Gummiwerke Alfred Calmon AG in Hamburg. Nach Kriegsende quittierte er den Staatsdienst und trat dauerhaft in die Calmonwerke ein. Im Oktober 1926 wurde er in den Vorstand berufen, als der Firmengründer Alfred Calmon vom Vorstand in den Aufsichtsrat der Gesellschaft wechselte. 1931 wurde die Aktienmehrheit durch die schwedische Helsingborgs Gummifabriks AB übernommen. 1933 wurde die Gesellschaft in Tretorn und Calmon Gummiwerke AG und 1938 in Tretorn Gummi- und Asbestwerke AG umfirmiert. Wiskemann wurde ebenfalls Vorstand dieser Gesellschaften. Er gehörte als Vorstandsmitglied verschiedenen beruflichen Organisationen an.